# 山根正気
山根 正気（正氣）（やまね せいき、1948年 - ）は、日本の昆虫学者。専門は多様性生物学（アリ・ハチの分類学・生物地理学）。鹿児島大学名誉教授、農学博士。

## 経歴
1948年北海道生まれ。1971年岩手大学農学部農学科卒業、1975年北海道大学大学院農学研究科農業生物学専攻修士課程修了。1980年同博士課程単位取得退学。1980年鹿児島大学理学部助手、1986年講師。1990年農学博士（北海道大学）。1990年鹿児島大学理学部助教授、1995年東京大学大学院理学系研究科助教授（併任）、1997年鹿児島大学理学部教授、1997年東京大学大学院理学系研究科教授（併任）。2009年鹿児島大学大学院理工学研究科教授、2014年定年退職、同大学名誉教授。
実兄の山根爽一（茨城大学名誉教授）もハチの研究者である。

## 著書

### 共著
- スズメバチ類の比較行動学 松浦誠 共著  北海道大学図書刊行会   1984.12
- Biology of the vespine wasps   M. Matsuura 共著  Springer 1990
- 鹿児島県本土のアリ  津田 清, 原田 豊 共著  西日本新聞社   1994.3
- 胡蜂科・蜾蠃科(虎頭蜂・馬蜂・蜾蠃)  王效岳 共著  淑馨出版社   1996.8
- 南西諸島産有剣ハチ・アリ類検索図説 幾留秀一, 寺山守 共著  北海道大学図書刊行会   1999.12
- アリの生態と分類 : 南九州のアリの自然史 原田豊, 江口克之 共著  南方新社   2010.5

### 共著（分担執筆）
- ハチとアリの自然史 杉浦直人, 伊藤文紀, 前田泰生 共編著  北海道大学図書刊行会   2002.3

### 訳書
- ダーウィン  ジョナサン・ハワード 著 ; 小河原誠 共訳  未来社   1991.11
- ダーウィニズムと人間の諸問題 リチャード・D.アレグザンダー 著 ; 牧野俊一共 訳  思索社   1988.2

## 論文
- 国立情報学研究所収録論文 国立情報学研究所
- Google scholar